# 苏姆阿布姆
苏姆阿布姆（约公元前1894年—约公元前1881年在位  英語：）巴比伦第一王朝首任国王。为阿摩利人酋长之一，他于约公元前2000年率部进入巴比伦，建立政权，为巩固统治，他用防御城墙设防，打击领邦建立霸权。